# Кармелитки — терезианские миссионерки

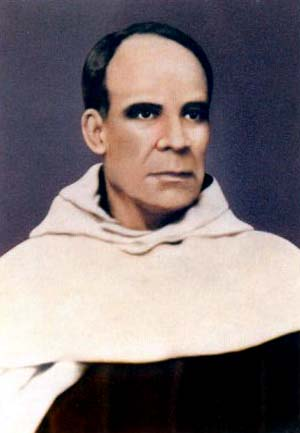
Блаженный Франциск Иисуса-Марии-Иосифа, основатель конгрегации.

Кармелитки — терезианские миссионерки (исп. Hermanas Carmelitas Misioneras Teresianas), или Конгрегация сестёр кармелиток — терезианских миссионерок (лат. Congregatio Sororum Carmelitarum Missionariarum Teresianarum) — женский институт посвященной жизни в Римско-католической церкви, основанный в 1860 году в Сьютаделья-де-Менорка, в Испании Франциском Палау-и-Куэр (в монашестве Франциск Иисуса-Марии-Иосифа) и утверждённый 17 февраля 1902 года Святым Престолом. Институт является ветвью регулярных терциариев Орден босых кармелитов и обозначается аббревиатурой C.M.T.

## История
Конгрегация была основана в 1860 году в Сьютаделья-де-Менорка, в Испании священником Франциском Иисуса-Марии-Иосифа (в миру Франциск Палау-и-Куэр) из Ордена Босых Кармелитов.
После смерти основателя в 1872 году, руководство над институтом перешло к Хуане Нохес. В знак несогласия с действиями нового руководства, Хуана Гратиас-Фабре́, бывшая рядом с Франциском Иисуса-Марии-Иосифа со времени основания конгрегации, вместе с несколькими монахинями, в 1873 году покинула институт и в 1878 году в Маоне основала новый институт Кармелиток Миссионерок, после переехавший в Барселону.
Кармелитки — терезианские миссионерки обосновались в Таррагоне. 21 января 1880 года архиепископ Бенито Вилльяметхана присвоил общине статус института епархиального права.
Первый монастырь конгрегации за границами Испании был открыт в 1896 году в Аргентине. Следующий монастырь был открыт в Уругвае. В 1958 году институт открыл миссии в Конго и Мали.
Декретом от 17 февраля 1902 года Папа Лев XIII одобрил деятельность института. При Папе Пие X 17 июня 1906 года были окончательно утверждены конституции конгрегации.

## В настоящее время
На 31 декабря 2008 года в институте несли служение 712 монахинь в 98 домах.
Общество действует на территории Камеруна, ДРК, Руанды, Кении, Мали, Мадагаскара, Сенегала, Аргентины, Боливии, Бразилии, Канады, Колумбии, Чили, Эквадора, Уругвая, Мексики, Венесуэлы, Филиппин Испании, Италии, Франции, Польши, Португалии.
Главный дом института находится в Риме, в Италии.

### Деятельность
Кармелитки — терезианские миссионерки ведут созерцательно-апостольский образ жизни, ухаживая за пожилыми и больными людьми и занимаясь христианским воспитанием и образованием молодёжи.

## Покровители конгрегации
Главной покровительницей конгрегации является Божия Матери Кармельская. Еще одной покровительницей института является Святая Тереза Иисуса (Аумада-и-Сепеда). Основатель института, Франциск Иисуса-Марии-Иосифа был причислен к лику блаженных 24 апреля 1988 года.